# Jan Tołwiński
Jan Alfons Tołwiński (ur. 1 września 1939 w Sielcu, zm. 12 listopada 2016) – polski duchowny i publicysta ewangelikalny, doktor nauk teologicznych.

## Życiorys
Ukończył studia teologiczne w Chrześcijańskiej Akademii Teologicznej w Warszawie, gdzie w 1996 na podstawie napisanej pod kierunkiem Janusza T. Maciuszki rozprawy doktorskiej Kształtowanie się poglądów amerykańskiego fundamentalizmu protestanckiego od I-ej wojny światowej uzyskał stopień doktora nauk teologicznych. Studiował również zaocznie na Wydziale Prawa Uniwersytetu Warszawskiego. W okresie PRL związany był ze Zjednoczonym Kościołem Ewangelicznym. W latach 1968–1980 należał do redakcji pisma „Chrześcijanin”. Publikował również na łamach magazynów „Łaska i Pokój”, „Słowo Prawdy”, „Świadectwo Prawdzie” oraz „Bożego Siewu”. Był aktywnym wykładowcą w ramach kursów biblijnych organizowanych przez Zjednoczony Kościół Ewangeliczny w Warszawie, oraz kursów biblijnych organizowanych przez Kościół Wolnych Chrześcijan w Warszawie, Jastrzębiu Zdroju oraz w Szczecinku. W latach 90-XX wieku został wyróżniony tytułem doctor honoris causa Bob Jones University.
W 1996 założył Biblijny Kościół Baptystyczny w Warszawie, którego pastorem był do przejścia na emeryturę w 2012, kiedy to zastąpił go jego syn Adam Tołwiński.

## Wybrana bibliografia autorska
- Kościół pielgrzymujący (Fundacja Chrześcijańskiej Kultury i Oświaty, Warszawa, 2003; ISBN 83-901592-4-4)
- Kształtowanie się poglądów amerykańskiego fundamentalizmu protestanckiego od I-ej wojny światowej (Fundacja Chrześcijańskiej Kultury i Oświaty, Warszawa, 2000; ISBN 83-901592-3-6)